# Natalia Siwiec
Natalia Siwiec (ur. 1 sierpnia 1983 w Wałbrzychu) – polska fotomodelka, aktorka i celebrytka, która zyskała rozpoznawalność w 2012, kiedy okrzyknięto ją „Miss Euro 2012”.

## Kariera
W 2002 została Miss Bałtyku w konkursie organizowanym w Rewalu, w kolejnym roku zdobyła tytuł Miss Dolnego Śląska, a w 2005 reprezentowała Polskę w konkursie Miss Bikini of The Universe w Chinach, gdzie zdobyła tytuły Miss Bikini of China Gate oraz Miss Foto. W 2006 reprezentowała Polskę w wyborach Miss International Tourism w Afryce Południowej i zdobyła tam tytuł „The Best Body”.
Szerszą popularność zyskała w 2012 podczas Mistrzostw Europy w Piłce Nożnej, kiedy okrzyknięto ją „Miss Euro 2012”. Zagraniczne media nazwały ją „polską Larissą Riquelme”. W grudniu 2013 fraza „Natalia Siwiec” uplasowała się na 5. miejscu w kategorii najpopularniejszych polskich celebrytów w opublikowanym przez Google Zeitgeist rankingu najczęściej wyszukiwanych haseł w polskim Internecie. W 2014 była bohaterką reality show stacji Viva Polska Enjoy The View, Love, Natalia (2014) i uczestniczką pierwszej edycji programu rozrywkowego Polsatu Dancing with the Stars. Taniec z gwiazdami (2014). W 2015 została laureatką nagrody Klaps w plebiscycie Niegrzeczni 2015 w kategorii „premier Klaponii”.
W styczniu 2020 odbyła się premiera filmu Jak zostałem gangsterem. Historia prawdziwa, w którym zagrała jedną z głównych ról, wcielając się w postać Violi. W 2022 miały premierę filmy 365 dni: Ten dzień i Kolejne 365 dni, w których zagrała drugoplanową rolę Emi.

## Życie prywatne
Ma młodszą siostrę Malwinę.
Była związana z piłkarzem Damianem Gorawskim. Pozostaje w nieformalnym związku z przedsiębiorcą Mariuszem Raduszewskim, którego w 2012 poślubiła w The Little Church of The West w Las Vegas, jednak ich ślub nie jest uznawany w świetle polskiego prawa. Mają córkę, Mię (ur. 21 sierpnia 2017).

## Sesje zdjęciowe
- CKM (Polska – lipiec 2006, marzec 2013)[15][16]
- Esquire (Turcja)[5]
- FHM (Francja – sierpień 2012)[16]
- Loaded Magazine (Wielka Brytania – 2013)[17]
- Maxim (Niemcy)[5]
- Playboy (Polska – sierpień 2012, Węgry – wrzesień 2012, Słowenia – listopad 2012, Ukraina – grudzień 2012, Brazylia – listopad 2013)[16]

## Filmografia

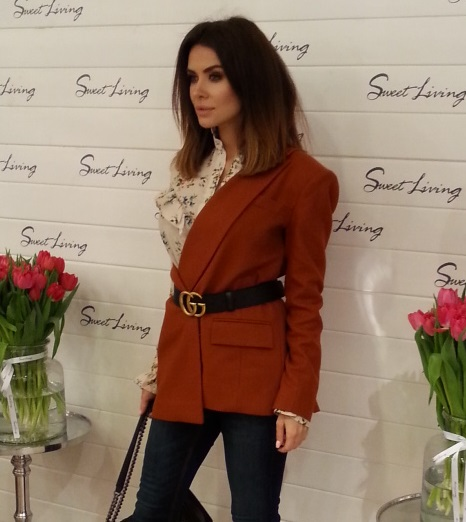
Natalia Siwiec, 2017

### Filmy
- 2015: Wkręceni 2 – jako przyjaciółka Mikiego Mazura[2][18]
- 2015: Królowa Bezdomna – jako Kasia[19]
- 2020: Jak zostałem gangsterem. Historia prawdziwa – jako Wiola[20]
- 2022: 365 dni: Ten dzień – jako Emi
- 2022: Kolejne 365 dni  – jako Emi

### Seriale
- 2008: Kryminalni na antenie TVN – jako modelka (odc. 99 pt. Ażuda)[2][18]
- 2013: To nie koniec świata na antenie Polsatu – jako gwiazda (odc. 5)[2][18]
- 2016: Druga szansa na antenie TVN – jako ona sama (odc. 8 pt. Wielkanoc)[2][18]

## Teatr
- 2015: O co biega? (reż. Tomasz Podsiadły) w Centrum Kultury w Gdyni – jako Ida, gosposia[21][22]
- 2016: Miłość.com (reż. Małgorzata Potocka) w Teatrze Sabat – jako wirtualna kobieta[23]

## Teledyski
- 2003: Trzeci Wymiar – „Trójwymiarowy biznes”[2]
- 2008: Groovebusterz – „Superlover”[2]
- 2013: Spinache & Red – „Podpalamy noc”[2]
- 2013: Robert M – „Famous”[2]